# Gira Donde El Corazón Me Lleve
Donde el corazón me lleve fue una gira de conciertos realizada por la cantante Isabel Pantoja entre los años 2013 y 2014, con presentaciones en múltiples ciudades españolas.

## Fechas
| Fecha                   | Ciudad     | País   | Lugar                                      |
| ----------------------- | ---------- | ------ | ------------------------------------------ |
| 23 de noviembre de 2013 | Murcia     | España | Auditorio Víctor Villegas                  |
| 30 de noviembre de 2013 | Bilbao     | España | Palacio Euskalduna                         |
| 6 de diciembre de 2013  | Vigo       | España | Auditorio Palacio De Congresos Mar De Vigo |
| 7 de diciembre de 2013  | La Coruña  | España | Palacio de la Ópera                        |
| 14 de diciembre de 2013 | Burgos     | España | Fórum Evolución Burgos                     |
| 11 de abril de 2014     | Granada    | España | Palacio de Congresos                       |
| 17 de mayo de 2014      | Salamanca  | España | Multiusos Sánchez Paraíso                  |
| 30 de mayo de 2014      | Madrid     | España | Gran Casino de Aranjuez                    |
| 7 de junio de 2014      | Valencia   | España | Palau de les Arts                          |
| 8 de junio de 2014      | Valencia   | España | Palau de les Arts                          |
| 28 de junio de 2014     | Valladolid | España | Auditorio Miguel Delibes                   |
| 8 de agosto de 2014     | Santander  | España | Palacio de los Deportes                    |
| 23 de agosto de 2014    | Benidorm   | España | Plaza de Toros                             |
| 6 de septiembre de 2014 | Córdoba    | España | Teatro de la Axerquía                      |
| 10 de octubre de 2014   | Zaragoza   | España | Pabellón Príncipe Felipe                   |
| 18 de octubre de 2014   | Almería    | España | Huercal-Overa                              |